# 설명기보법

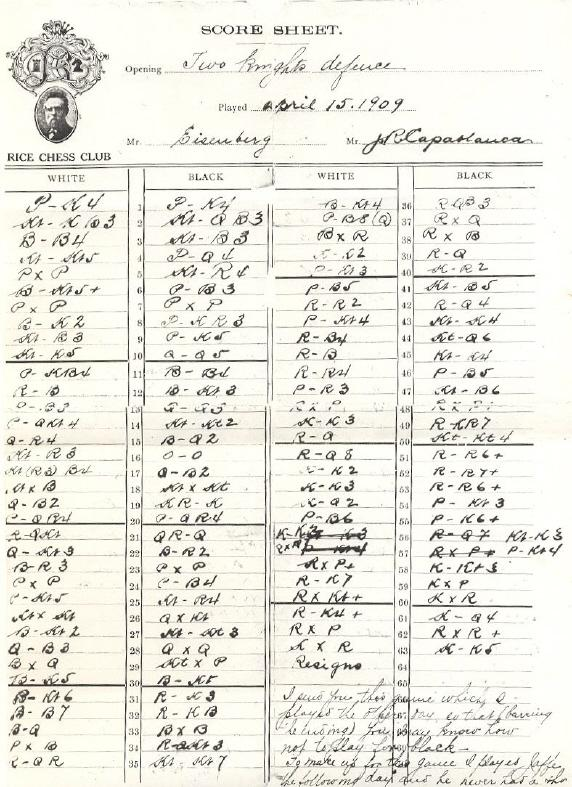
설명기보법을 사용한 1909년 기보

설명기보법은 체스판의 파일을 기물 이름으로 표기한다. 과거에 주로 사용되던 표기법이다. 예를 들어, c열은 QB 로 표기하는데, '퀸 쪽 비숍 열'이라는 뜻이다. 행은 각 플레이어의 관점에서 표기한다. 일례로 백의 QB3는 흑의 QB6이다.